# Immingsted
Immingsted (dansk) eller Immenstedt (tysk) er en landsby og kommune beliggende på gesten ti km nordøst for Husum i Sydslesvig. Administrativt hører kommunen under Nordfrislands kreds i den tyske delstat Slesvig-Holsten. Kommunen samarbejder på administrativt plan med andre kommuner i omegnen i Fjolde kommunefællesskab (Amt Viöl). I kirkelig henseende hører Immingsted under Svesing Sogn. Sognet lå i Sønder Gøs Herred (Husum Amt), da Slesvig var dansk indtil 1864.
Immingsted er første gang nævnt 1438. Stednavnet henføres til personnavnet Immo eller Imming (sml. Imingfjell i Norge), måske oprindelig Bøgelund.
Vest for landsbyen ligger den omtrent 155 ha store Immingsted Skov (Immenstedter Wald). 